# Anna-Karin Palm

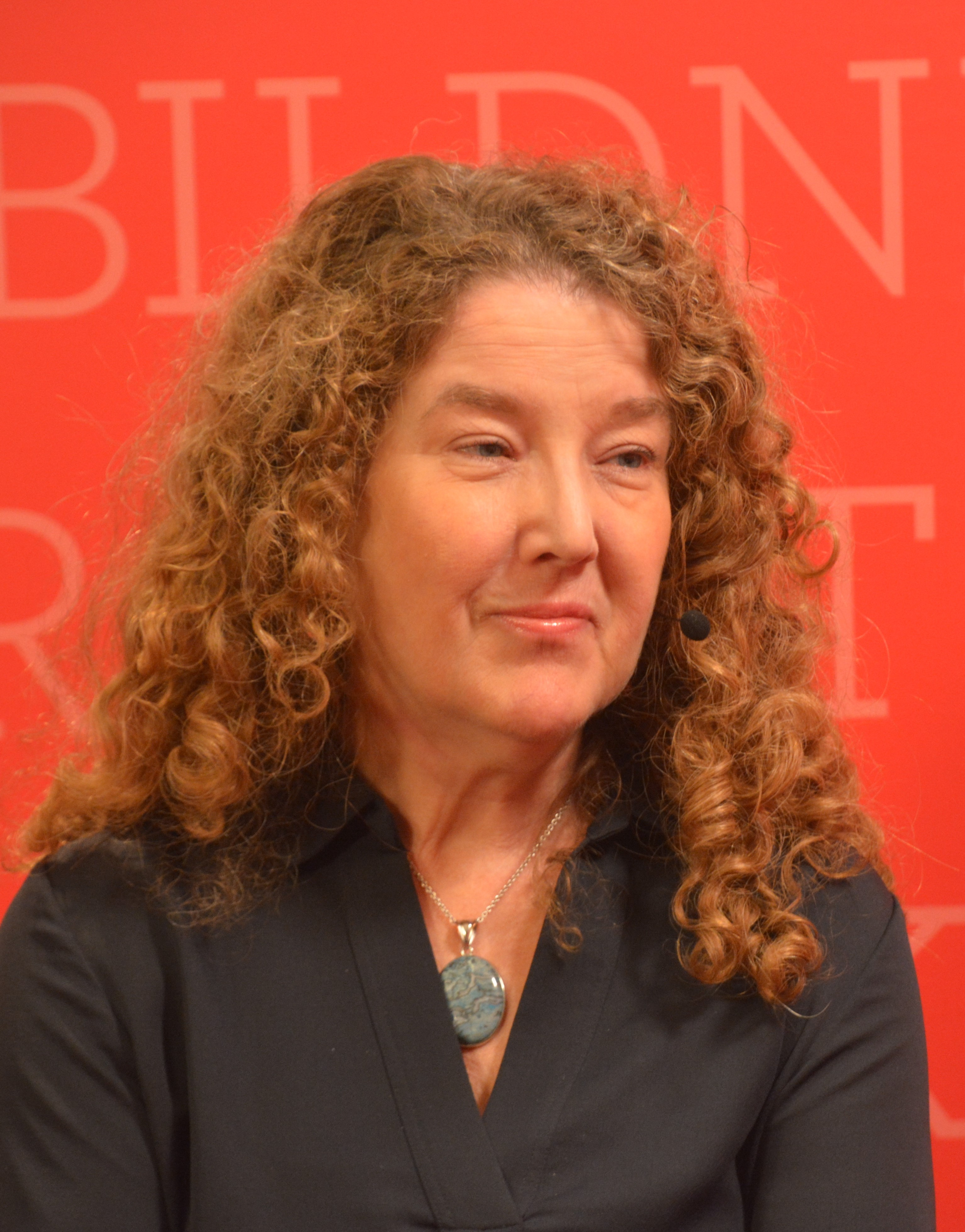
Anna-Karin Palm (2019)

Anna-Karin Palm (* 17. März 1961) ist eine schwedische Schriftstellerin. Sie ist seit 2023 Mitglied der Schwedischen Akademie.

## Leben
Palm wuchs in Stockholm als Tochter einer Ärztin und eines Ingenieurs auf und besuchte dort die Waldorfschule. Sie studierte an der Universität Stockholm Literaturwissenschaft, Philosophie und englische Sprache. Ein Doktoratsstudium an der Universität Uppsala brach sie ab, um sich ganz dem literarischen Schreiben zu widmen. 1985 war ihre erste Kurzgeschichte in einer Anthologie erschienen, 1991 veröffentlichte sie ihren ersten Roman Faunen (Der Faun). Einer größeren Leserschaft bekannt wurde sie 1997 mit ihrem zweiten Roman Målarens döttrar (Die Töchter des Malers), der in zahlreiche Sprachen übersetzt wurde. Neben ihrer Schriftstellertätigkeit arbeitete sie seit den 1990er Jahren als freiberufliche Lektorin und Kulturjournalistin. Für den Verlag Natur & kultur erarbeitete sie eine Werkausgabe von C. G. Jung. In den späten 1980er und frühen 1990er Jahren war sie einige Jahre lang Mitglied der Redaktion der Literaturzeitschrift Åttiotal/90TAL (80er/90er). Sie schrieb als Literaturkritikerin und Kolumnistin für Dagens Nyheter. Palm lebte auch in London und in einem kleinen Dorf in der Normandie, heute lebt sie mit ihrer Familie in Stockholm.
2023 wurde sie als Nachfolgerin von Kjell Espmark auf den Stuhl Nr. 16 der Schwedischen Akademie berufen. Sie ist auch Mitglied des Nobelkomitees, das die Kandidaten für den Literaturnobelpreis nominiert.

## Werk
Palm hat ein vielseitiges Werk geschrieben. Neben Romanen und Erzählungen umfasst es auch Kinderbücher, ein Buch mit essayistischen Dialogen zum Thema Freundschaft (Om vänskap, 2007), das sie mit der Philosophin Kate Larson zusammen verfasst hat, eine Biografie über die schwedische Schriftstellerin Selma Lagerlöf (Jag vill sätta världen i rörelse, 2019) und ein Buch über die Alzheimererkrankung ihrer Mutter (Jag skriver över ditt ansikte, 2021). Ein wiederkehrendes Thema in ihren literarischen Werken ist die weibliche Künstlerschaft und Kreativität. Oft arbeitet sie mit Parallelerzählungen und lässt sich von Bildern inspirieren. Man hat in ihrem Schreiben eine Verwandtschaft mit Virginia Woolf erkannt.

## Auszeichnungen
- 1993: Albert-Bonniers-Stipendium für jüngere und neue Schriftsteller
- 1998: Spezialpreis der Akademie Samfundet De Nio
- 1998: Nomination für den Romanpreis des Schwedischen Radios mit Målarens döttrar
- 2015: Winterpreis der Akademie Samfundet De Nio
- 2019: Lotten-von-Kræmer-Preis für ihre Biografie über Selma Lagerlöf
- 2019: Nomination für den August-Preis mit der Biografie über Selma Lagerlöf
- 2022: Dobloug-Preis

## Veröffentlichungen
- Faunen. Roman. Bonnier, Stockholm 1991, ISBN 91-0-047941-1.
  - Deutsch: Der Faun. Roman. Übers. von Verena Reichel. Reinbek bei Hamburg, Rowohlt 1994, ISBN 978-3-499-13266-7.
- Utanför bilden. Erzählungen. Bonnier, Stockholm 1992, ISBN 91-0-055360-3.
- Målarens döttrar. Roman. Bonnier, Stockholm 1997, ISBN 91-0-056179-7.
  - Die Töchter des Malers. Roman. Übers. von Verena Reichel. S. Fischer, Frankfurt am Main 1999, ISBN 978-3-10-059004-6.
- Lekplats. Bonnier, Stockholm 1999, ISBN 91-0-056906-2. (autobiographische Texte)
- In i öknen. Erzählungen. Bonnier, Stockholm 2001, ISBN 91-0-057594-1.
  - In die Wüste. Erzählungen. Übers. von Verena Reichel. S. Fischer, Frankfurt am Main 2004, ISBN 978-3-596-15790-7.
- Herrgården. Roman. Bonnier, Stockholm 2005, ISBN 91-0-010527-9.
- Jaktlycka. Erzählungen. Bonnier, Stockholm 2007, ISBN 978-91-0-012667-4.
- mit Kate Larson: Om vänskap. Essay. Lejd, Stockholm 2007, ISBN 978-91-85725-01-4.
- Snöängel. Roman. Bonnier, Stockholm 2011, ISBN 91-0-012571-7.
- Älven. Erzählung. Novellix, Stockholm 2016, ISBN 978-91-7589104-0.
- Jag vill sätta världen i rörelse. En biografi över Selma Lagerlöf. Bonnier, Stockholm 2019, ISBN 978-91-0-014514-9.
- Jag skriver över ditt ansikte. Bonnier, Stockholm 2021, ISBN 978-91-0-018690-6.

Kinderbücher
- Vildvinter. Illustrationen von Anna Bengtsson. Natur & kultur, Stockholm 1999, ISBN 91-27-07521-4.
- Tant Vilma. Illustrationen von Magda Korotynska. Bonnier utbildning, Stockholm 2007, ISBN 978-91-622-8050-5.
- Rörmokar-Vilma. Illustrationen von Magda Korotynska. Bonnier utbildning, Stockholm 2007, ISBN 978-91-622-8051-2.
- Vilma och Mauritz. Illustrationen von Magda Korotynska. Bonnier utbildning, Stockholm 2007, ISBN 978-91-622-8053-6.
- Vilma tar semester. Illustrationen von Magda Korotynska. Bonnier utbildning, Stockholm 2007, ISBN 978-91-622-8054-3.
- Anakondan Anneli. Illustrationen von Magda Korotynska. Bonnier utbildning, Stockholm 2008, ISBN 978-91-622-9064-1.
- Elefanten Elina. Illustrationen von Magda Korotynska. Bonnier utbildning, Stockholm 2008, ISBN 978-91-622-9066-5.
- Katten Snurrebuss. Illustrationen von Magda Korotynska. Bonnier utbildning, Stockholm 2008, ISBN 978-91-622-9060-3.
- Musen Måns. Illustrationen von Magda Korotynska. Bonnier utbildning, Stockholm 2008, ISBN 978-91-622-9062-7.